# English Toy Terrier (Black & Tan)
L'English Toy Terrier (Black & Tan), cioè il Terrier inglese toy nero e marrone chiaro (o nero focato), abbreviato spesso in ETT, è una razza di Terrier di compagnia appartenente al gruppo dei cani di piccola taglia.

## Standard
Secondo la FCI, l'English Toy Terrier dovrebbe essere alto 25–30 cm (10–12 in) e pesare 2,7–3,6 kg (6–8 lb). L'unico colore consentito è il nero con marcature focate definite sulle zampe, il petto e il viso. Ha occhi a mandorla e orecchie a "fiamma di candela". Il movimento dell'English Toy Terrier è descritto come simile al trotto allungato di un cavallo.

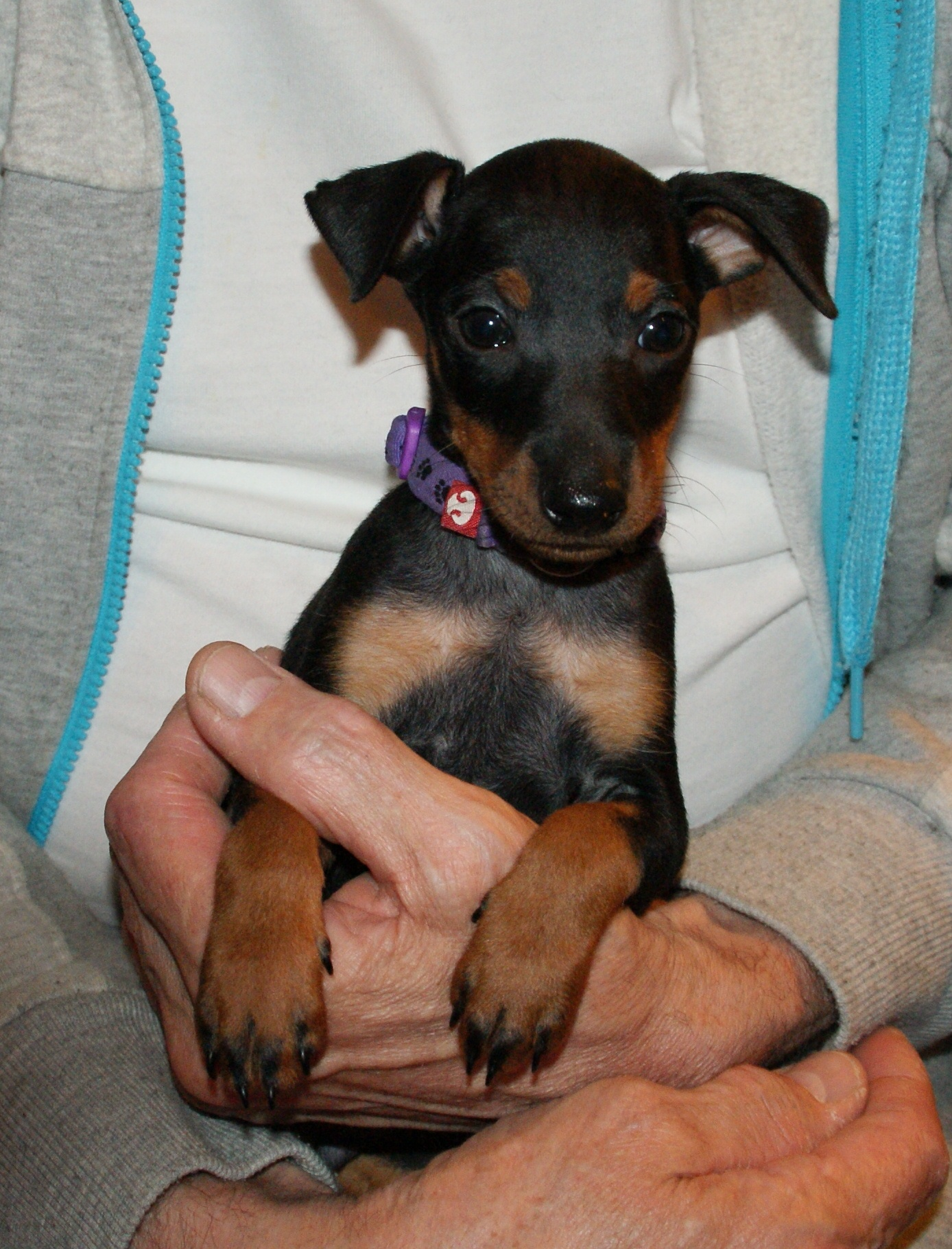
Un cucciolo di English Toy Terrier.

## Storia
L'English Toy Terrier è strettamente imparentato con il più grande Manchester Terrier. Veloce e agile, le sue origini risalgono al mondo del rat-baiting. Si trattava di un vecchio gioco d'azzardo, popolare nelle città dell'Inghilterra vittoriana, in cui i cani di razza Terrier venivano piazzati con numerosi ratti all'interno di un recinto detto rat-pit ("pozzo dei ratti"). Il pubblico scommetteva su quale cane avrebbe ucciso più ratti nel minor tempo possibile. I Terrier di piccola taglia erano quindi molto apprezzati.
L'attuale nome English Toy Terrier (Black & Tan) fu adottato nel 1960.

## Pericolo di estinzione
L'English Toy Terrier è nell'elenco delle razze autoctone vulnerabili del Regno Unito, con una media di soli 100 cuccioli registrati ogni anno. Gli allevatori stanno facendo un grande sforzo per aumentare la popolarità della razza e sviluppare un pool genetico valido.